# Fiorenzo Marini
Fiorenzo Marini (ur. 14 marca 1914 w Wiedniu, zm. 19 stycznia 1991 w Chieriie) – włoski szpadzista, dwukrotny medalista olimpijski i trzykrotny medalista mistrzostw świata.
Na igrzyskach olimpijskich w Londynie w 1948 roku wspólnie z Edoardo Mangiarottim, Carlo Agostonim, Dario Mangiarottim, Gino Cantone i Marco Antonio Mandruzzato zdobył drużynowo srebrny medal. Brał też udział w igrzyskach olimpijskich w Rzymie dwanaście lat później, gdzie Włosi w składzie: Edoardo Mangiarotti, Giuseppe Delfino, Carlo Pavesi, Alberto Pellegrino, Fiorenzo Marini i Gianluigi Saccaro zwyciężyli drużynowo. W obu przypadkach w zawodach indywidualnych nie startował.
Podczas mistrzostw świata w Monte Carlo w 1950 roku wspólnie z Giorgio Anglesio, Edoardo Mangiarottim, Giuseppe Delfino i Carlo Pavesim zdobył złoty medal w zawodach drużynowych. W tej samej konkurencji Włosi z Marinim w składzie zdobyli też srebrny medal na mistrzostwach świata w Sztokholmie (1951). Ponadto zdobył brązowy medal indywidualnie na mistrzostwach świata w Brukseli w 1953, plasując się za dwoma Węgrami: Józsefa Sákovicsa i Barnabása Berzsenyiego.